# Списък с епизоди на „Бягство от затвора“
Това е списъкът с епизоди на сериала „Бягство от затвора“ с оригиналните дати на излъчване в САЩ и България.

## Сезон 1
| Номер | Заглавие                             | Сценарий                 | Режисьор                | Първо излъчване в САЩ | Първо излъчване в България |
| --- | ------------------------------------ | ------------------------ | ----------------------- | --------------------- | -------------------------- |
| 1 (1-01) | „Pilot“                              | Пол Шойринг              | Брет Ратнър             | 29 август 2005 г.     | 20 октомври 2006 г.        |
| Майкъл Скофийлд, архитект инженер, инсценира опит да ограби банка, за да влезе в държавния затвор Фокс Ривър, където неговият брат Линкълн Бъроус очаква да бъде екзекутиран заради обвинение в убийство, което не е извършил. Във Фокс Ривър, Майкъл среща много затворници, които играят изключително важна роля в плана му да освободи брат си. Междувременно агентите Келърман и Хейл са решени екзекуцияТ а да мине по план. Синът на Линкълн – Ел Джей се забърква в неприятности в училище. |                                      |                          |                         |                       |                            |
| 2 (1-02) | „Allen“                              | Пол Шойринг              | Майкъл Уоткинс          | 29 август 2005 г.     | 23 октомври 2006 г.        |
| Има голямо напрежение между групите затворници във Фокс Ривър и Майкъл разбира, че се нуждае от нещо от двете страни. Вероника намира доказателството, което изглежда, че доказва вината на Линкълн за убийството на Терънс Стедман. |                                      |                          |                         |                       |                            |
| 3 (1-03) | „Cell Test“                          | Майкъл Павон             | Брад Търнър             | 5 септември 2005 г.   | 24 октомври 2006 г.        |
| Времето изтича, а Майкъл трябва да си осигури помощта на съкилийника му Сукре, за да може да осъществи плануваното бягство. Когато обаче Сукре разбира за намерението на Майкъл, решава, че не иска да има нищо общо и моли да бъде прехвърлен в друга килия. Новият съкилийник на Майкъл се оказва напълно безполезен за плана му. Междувременно подозренията на Вероника нарастват заради срещата ѝ с жена, чиито показания биха могли да спрат екзекуцията на Линкълн. |                                      |                          |                         |                       |                            |
| 4 (1-04) | „Cute Poison“                        | Мат Олмстед              | Мат Ърл Бийсли          | 12 септември 2005 г.  | 25 октомври 2006 г.        |
| Новият съкилийник на Майкъл – Психо съзира закономерност в татуировката му, което допълнително утежнява плана за бягство. Сукре променя позицията си, когато неочакван посетител в затвора го уведомява, че Марикруз има колебания относно връзката им. Кошмарите на Линкълн за предстоящата му екзекуция продължават. Вероника се залавя със съдебната защита на Линкълн и получава неочакваната подкрепа на друг адвокат, който има особен интерес към делото. |                                      |                          |                         |                       |                            |
| 5 (1-05) | „English, Fitz or Percy“             | Зак Естрин               | Рандал Зиск             | 19 септември 2005 г.  | 26 октомври 2006 г.        |
| Двамата агенти Келерман и Хейл правят опит да изнудят директора на затвора, защото е отказал да премести Майкъл в друг затвор. Разследването на Вероника и Ник кара адвокатката все повече да се страхува на кого може да вярва и на кого не. Майкъл и Линкълн се срещат в затворническата църква и Линкълн се опитва да откаже Майкъл от плана за бягство, и да се погрижи за собствения си живот. |                                      |                          |                         |                       |                            |
| 6 (1-06) | „Riots, Drills and the Devil Part 1“ | Ник Сантора              | Робърт Мендъл           | 26 септември 2006 г.  | 27 октомври 2006 г.        |
| Майкъл увеличава отоплението, за да улесни плана си за бягство. Извън затвора мистериозни хора се опитват да ускорят екзекуцията на Линкълн. Вероника и Ник успяват да проследят една улика по делото чак до Вашингтон. Голям бунт в затвора застрашава живота както на затворниците, така и на служителите и дава възможност на един от затворниците да разкрие поразителна тайна. |                                      |                          |                         |                       |                            |
| 7 (1-07) | „Riots, Drills and the Devil Part 2“ | Карин Ъшър               | Върн Гилъм              | 3 октомври 2005 г.    | 31 октомври 2006 г.        |
| Бунтът в затвора Фокс Ривър добива мащабни размери, застрашавайки не един живот, включително този на лекарката Сара. Тя трябва да избира между тълпа от разгневени затворници и помощта на един по-особен затворник – Майкъл. Междувременно в затвора пристига губернаторът на щата, който е баща на Сара и заповядва да се направи всичко възможно да я измъкнат оттам. Сукре и Абруци се съюзяват в опитите си да разбият преградната стена. Ник и Вероника отиват във Вашингтон и разкриват все повече несъответствия в делото срещу Линкълн, но в същото време получават заплахи за живота си от неизвестен глас. |                                      |                          |                         |                       |                            |
| 8 (1-08) | „The Old Head“                       | Моника Мейсър            | Джейс Алегзандър        | 24 октомври 2005 г.   | 1 ноември 2006 г.          |
| Планът за бягство среща проблем, когато се оказва, че една стая, на която Майкъл е разчитал, е сменила предназначението си – от склад се е превърнала в стая на почивка за пазачите. Междувременно Белик получава разрешение от директора на затвора да направи всичко, което е необходимо, за да намери убиеца на пазача, загинал по време на бунта. Ник и Вероника получават още заплахи за живота си, този път под формата на бомба, заложена в апартамента на Вероника. Синът на Линкълн – Ел Джей е посетен от двамата агенти Келерман и Хейл, които го заплашват и той избягва. Накрая се разкрива самоличността на мистериозната жена, която дава заповеди на агентите по телефона. |                                      |                          |                         |                       |                            |
| 9 (1-09) | „Tweener“                            | Пол Шойринг              | Мат Ърл Бийсли          | 31 октомври 2005 г.   | 2 ноември 2006 г.          |
| Линкълн моли директора на затвора да му помогне да намери сина си Ел Джей, който е главният заподозрян за двойно убийство. Междувременно членовете на тайния план за бягство работят усилено да премахнат стената, запушила тръбата, която ще ги отведе извън затвора. В затвора пристигат нови затворници, между които се намира и новият любимец на Ти-Бег – Мелеза. Майкъл е поставен в неудобно положение, опитвайки се едновременно да защити Мелеза и да спре Ти-Бег да не разкрие плана на пазачите. Абруци е понижен в йерархията на затворниците, което може да застраши целия план за бягство. |                                      |                          |                         |                       |                            |
| 10 (1-10) | „Sleight of Hand“                    | Ник Сантора              | Дуайт Х. Литъл          | 7 ноември 2005 г.     | 3 ноември 2006 г.          |
| Абруци се опитва да си върне позицията в затворническата йерархия. Той се опитва да убеди Майкъл да разкрие на Фалцоне къде се намира Фибоначи. Агентите Келерман и Хейл получават професионална подкрепа за търсенето им, защото вицепрезидентът не е доволен от напредъка им дотук. У един от затворниците възникват подозрения относно работата на съзаклятниците в стаята за отдих. Уликата, свързана с парите на Стедман, довежда Ник и Вероника до изненадващо разкритие. |                                      |                          |                         |                       |                            |
| 11 (1-11) | „And Then There Were 7“              | Зак Естрин               | Хесус Салвадор Тревиньо | 14 ноември 2005 г.    | 6 ноември 2006 г.          |
| Майкъл е посетен от красива брюнетка, която твърди, че му е съпруга. Тя му донася нещо, което изглежда като кредитна карта, но всъщност има съвсем различно предназначение. Белик твърди, че жената му е много позната и се опитва да си спомни къде я е виждал. Майкъл открива, че часовникът му е бил откраднат от пазачите, и му трябва помощта на Уестморленд, за да си го върне. Сметките на Майкъл обаче предвиждат един човек по-малко, защото няма да им стигне времето за бягство и съзаклятниците трябва да решат кой от тях да отпадне. В гората Вероника, Ел Джей и Ник са заплашени от Куин, който е твърдо решен да разбере кой друг знае за конспирацията. |                                      |                          |                         |                       |                            |
| 12 (1-12) | „Odd Man Out“                        | Карин Ъшър               | Боби Рот                | 21 ноември 2005 г.    | 7 ноември 2006 г.          |
| След като разбират, че не всички от съзаклятниците могат да избягат наведнъж, групата решава да се отърве от Ти-Бег. Той обаче е решил да се „застрахова“, като си осигури човек извън затвора, който да съобщи на пазачите за плана, ако не успее да се свърже с Ти-Бег 5 минути преди и 20 минути след бягството. Абруци открива кой е „застраховката“ на Ти-Бег и обещава, че ще прати свой човек да го затвори за няколко дни, докато съзаклятниците избягат. Сукре получава добри новини от Марикруз. Операцията на Абруци се обърква и той се обръща към Господ за помощ. Докато хората му са притиснали Ти-Бег, Абруци предлага да му пощади живота, ако Ти-Бег се откаже да участва в бягството. Той се съгласява. Абруци се обръща с гръб, а Ти-Бег скача и му прерязва гърлото. |                                      |                          |                         |                       |                            |
| 13 (1-13) | „End of the Tunnel“                  | Пол Шойринг              | Санфорд Букставър       | 28 ноември 2005 г.    | 8 ноември 2006 г.          |
| Кървящият, но все още жив Абруци е откаран в болница. Тъй като екзекуцията на Линкълн е насрочена за следващия ден, Вероника престава да се крие и отива в затвора, за да го види. Там среща репортерка, която я пуска в ефир, за да разкаже за разкритията си и тя казва, че има информатор (агент Хейл), като не осъзнава, че по този начин го обрича на смърт. Линкълн глътва хапчето, което Майкъл му дава, за да предизвика повръщане и е откаран в лазарета. Групата започва бягството си през изкопаната дупка и среща съвсем неочаквана пречка, която осуетява плана им. |                                      |                          |                         |                       |                            |
| 14 (1-14) | „The Rat“                            | Мат Олмстед              | Кевин Хукс              | 20 март 2006 г.       | 9 ноември 2006 г.          |
| Майкъл и другите затворници се опитват незабелязано да се върнат по килиите си. Един от пазачите става подозрителен заради счупена тръба. Уестморленд подсказва на Майкъл, че ако електрическият стол се повреди, ще отложат екзекуцията с поне 3 седмици. Майкъл взима нужните мерки, но Белик открива, че столът не работи и урежда поправката му. Вероника и Ник искат от съдия Кеслър да отложи екзекуцията на Линкълн. Сара се опитва да убеди баща си, губернатора на щата, да преразгледа случая на Линкълн, но той отказва, принуден от вицепрезидентката. Пазачите отвеждат Линкълн пред електрическия стол. |                                      |                          |                         |                       |                            |
| 15 (1-15) | „By the Skin and the Teeth“          | Ник Сантора              | Фред Гърбър             | 27 март 2006 г.       | 10 ноември 2006 г.         |
| Секунди преди екзекуцията, Линкълн е убеден, че е видял баща си в залата. Телефонно обаждане от съдия Кеслър отлага екзекуцията в последния момент. След като е прегледал нови доказателства, съдията нарежда тялото на убития Стедман да бъде ексхумирано. Вероника и Ник се срещат с него, но той им казва, че сам не знае откъде е дошла новата информация за аутопсията на Стедман. Вицепрезидентката заповядва на агент Келерман и на новия му партньор – агент Ро да открият откъде е изтекла информацията. Линкълн започва да сънува баща си. Майкъл измисля нов, по-опасен план за бягство, който включва прекосяване на затворническия двор. Заради инцидент Майкъл получава жестоко изгаряне, в резултат на което много ключова за плана част от татуировката му е станала неразгадаема. |                                      |                          |                         |                       |                            |
| 16 (1-16) | „Brother's Keeper“                   | Зак Естрин               | Грег Яйтанес            | 3 април 2006 г.       | 13 ноември 2006 г.         |
| Три години назад във времето виждаме къде са били всички затворници от Фокс Ривър. Майкъл разбира, че Линкълн е бил обвинен в убийството на брата на вицепрезидентката Терънс Стедман. Стотачката е уволнен от армията и, опитвайки се да изкара някакви пари, се озовава в затвора. Ти-Бег има връзка с жена, която открива истинската му същност. Сукре ограбва магазин, за да може да купи на Марикруз годежен пръстен. Д-р Сара Танкреди се опитва да скрие своята пристрастеност към хероин. След като Линкълн е осъден на смърт, Майкъл започва да планира бягството. |                                      |                          |                         |                       |                            |
| 17 (1-17) | „J-Cat“                              | Карин Ъшър               | Гай Ферланд             | 10 април 2006 г.      | 14 ноември 2006 г.         |
| Майкъл се опитва да пресъздаде частта от татуировката, която се е намирала на изгорялото му рамо, но не може да си я спомни. Групата разбира, че Белик е наел професионален екип от майстори и трябва да прикрият дупката, която са изкопали в стаята за отдих на пазачите. Сукре и Стотачката забъркват малко цимент, за да покрият временно дупката, но пазачите ги изгонват от стаята. Сара показва на директора Поуп парчето от униформа на пазач, което е свалила от кожата на Майкъл. Тя смята, че пазачите малтретират Майкъл. Сукре успява да се промъкне в стаята на пазачите, но на връщане Белик го вижда и го праща в карцера. Когато Сара разбира, че Майкъл е имал нервен срив, го праща в отделението за психично болни. Там Майкъл се среща с Психо и го кара да му помогне да си спомни какво точно е било нарисувано на татуировката му.                                                           |                                      |                          |                         |                       |                            |
| 18 (1-18) | „Bluff“                              | Ник Сантора и Карин Ъшър | Джейс Алегзандър        | 17 април 2006 г.      | 15 ноември 2006 г.         |
| Майкъл кара Психо да спре лекарствата си, за да може да си спомни частта от татуировката, която липсва. Но когато Психо си спомня какво представлява рисунката, поисква да участва в плана за бягство. Белик и Гиъри планират да продадат килията, в която живеят Майкъл и Сукре, и групата трябва да измисли начин да я купи, за да могат да си осигурят път към тунела. Майкъл казва на Поуп, че Гиъри го е изгорил. Директорът разследва случая и когато открива часовника на Уестморленд в шкафчето на Гиъри, уволнява пазача. |                                      |                          |                         |                       |                            |
| 19 (1-19) | „The Key“                            | Зак Естрин и Мат Олмстед | Серджо Мимица Гезан     | 24 април 2006 г.      | 16 ноември 2006 г.         |
| На Линкълн е позволено да посети сина си извън затвора. Затворническата кола катастрофира и Линкълн е ранен. Внезапно се появява агент Келерман, който иска да довърши Линкълн, но непознат мъж му се притичва на помощ. Когато се събужда Линкълн открива, че е спасен от баща си. Междувременно Белик уверява Поуп, че може да открие къде се намира Линкълн, без да уведомява медиите. Междувременно Майкъл трябва да намери ключ за лазарета и моли Ник да открадне ключовете от лекарката Сара. Туинър също се включва в плана. Белик открива дупката в стаята за отдих. |                                      |                          |                         |                       |                            |
| 20 (1-20) | „Tonight“                            | Зак Естрин               | Боби Рот                | 1 май 2006 г.         | 20 ноември 2006 г.         |
| Когато Белик открива дупката в пода, Уестморленд го зашеметява с лопатата и го скрива в дупката. Това принуждава заговорниците да ускорят плана за бягство и Майкъл решава, че ще действат още вечерта. Линкълн се възстановява в килията си, но пазачите му отказват да се срещне с брат си. Вероника иска да замине за Монтана и да проследи Стедман, но научава истината за Ник и неговите висшестоящи. Майкъл моли Сара да остави отворена вратата на лазарета, за да могат да избягат. После принуждава директора Поуп да му помогне да се свърже с Линкълн, а в замяна той ще завърши макета на Тадж Махал. |                                      |                          |                         |                       |                            |
| 21 (1-21) | „Go“                                 | Мат Олмстед              | Дий Уайт                | 8 май 2006 г.         | 21 ноември 2006 г.         |
| Майкъл затваря директора в един гардероб и повежда бягството. Заговорниците се измъкват през дупката в стената. Ник обяснява на Вероника, че е работил с Абруци, за да може да е сигурен, че Майкъл ще каже местонахождението на Фибоначи. Той пуска Вероника, но по-късно е убит. Майкъл пуска пожарната аларма в психиатричното отделение и групата се смесва с другите затворници, когато всички излизат на двора. Те стигат до лазарета и откриват, че Сара все пак е оставила врата отключена. Поуп пуска алармата за избягали затворници. Всички освен Манш и Уестморленд успяват да преминат над затворническата стена. |                                      |                          |                         |                       |                            |
| 22 (1-22) | „Flight“                             | Пол Шойринг              | Кевин Хукс              | 15 май 2006 г.        | 22 ноември 2006 г.         |
| Когато откриват директор Поуп, завързан в собствения му офис, пазачите пускат алармата и във Фокс Ривър настъпва хаос. Белик също е открит и копнее за отмъщение. Отвън бегълците спират, за да си поемат дъх, но кучетата на пазачите бързо откриват местоположението им и отново е време да бягат… Междувременно Вероника е на път към скривалището на вицепрезидентката без да знае, че Ник скоро е имал неочаквано посещение от гост с пистолет. Тя открива интересно доказателство, което би могло да докаже невинността на Линкълн. Вицепрезидентката научава, че финансирането ѝ е било спряно от Компанията и мечтите и за президентското място могат да останат напразни. Във Фокс Ривър медицинската сестра на д-р Сара я разпитва за отношенията ѝ с Майкъл. Бегълците срещат сериозни проблеми с придвижването до самолета, който Абруци би трябвало да им е уредил. Но може ли наистина да му се вярва? |                                      |                          |                         |                       |                            |

## Сезон 2
| Номер | Заглавие          | Сценарий                   | Режисьор            | Първо излъчване в САЩ | Първо излъчване в България |
| --- | ----------------- | -------------------------- | ------------------- | --------------------- | -------------------------- |
| 23 (2-01) | „Manhunt“         | Пол Шойринг                | Кевин Хукс          | 21 август 2006 г.     | 30 април 2007 г.           |
| Осем часа след бягството им от Фокс Ривър, Майкъл, Линкълн, Сукре, Стотачката и Абруци са се запътили към Осуиго, Илинойс, като специален агент Алегзандър Махоун е назначен да води случая. Ти-Бег намира медицинска помощ за отрязаната си ръка, а Сара е разпитана от ФБР, след като се възстановява от взимането на свръх доза морфин. Вероника се натъква на Терънс Стедмън, държан като пленник в една къща, обаче агенти на Компанията пристигат и я убиват. |                   |                            |                     |                       |                            |
| 24 (2-02) | „Otis“            | Мат Олмстед                | Боби Рот            | 28 август 2006 г.     | 4 май 2007 г.              |
| Майкъл и Линкълн разделят пътищата си със Сукре, Стотачката и Абруци. Те опитват да спасят Ел Джей, който е в ареста. Агент Махоун успява да попречи на плана им и Линкълн е прострелян в крака, докато Ел Джей е пратен в център за малолетни закононарушители в Аризона. Белик и директор Поуп са на изслушване, за да бъдат разпитани относно ролите им в бягството. Поуп е отстранен, а Белик е уволнен поради незаконни сделки със затворници. Мелеза си урежда превоз до Юта с една колежанка, а лявата ръка на Ти-Бег е зашита, след което той убива ветеринарния лекар. |                   |                            |                     |                       |                            |
| 25 (2-03) | „Scan“            | Зак Естрин                 | Брайън Спайсър      | 4 септември 2006 г.   | 7 май 2007 г.              |
| Майкъл и Линкълн отиват при Ника за помощ и фалшифицират смъртта си, като инсценират експлозия. Докато търсят останки, Махоун случайно споменава Оскар Шейлс, единственият беглец, когото хората си мислят, че Махоун никога не е хванал. Махоун се натъжава и гълта няколко хапчета, скрити в химикала му. Въпреки че техните роднини се следят от властите, Сукре търси усилено Марикруз, както и Стотачката своето семейство. Сара е арестувана за съдействие на бягството, но баща ѝ плаща гаранцията ѝ и заръчва да посещава ежедневните анонимни срещи за наркозависими. Белик и Гиъри са завладени от паричната награда за залавянето на Майкъл и Линкълн, затова започват да ги издирват.                              |                   |                            |                     |                       |                            |
| 26 (2-04) | „First Down“      | Ник Сантора                | Боби Рот            | 11 септември 2006 г.  | 11 май 2007 г.             |
| Белик и Гиъри залавят Майкъл, Линкълн и Ника. Белик съобщава на Майкъл, че знае за скритите пари на Уестморленд в Юта и че ще се включи в тяхното кратко пътешествие дотам. Абруци е решен да отмъсти на доносника Фибоначи, като същевременно Махоун стеснява кръга на търсенето му. Абруци е убит от полицията, след като не успява да се предаде, а Махоун научава, че Майкъл и Линкълн са все още живи. Келерман опитва да се сприятели със Сара, представяйки се с псевдоним, а Ти-Бег получава предложение за превоз от непознат. |                   |                            |                     |                       |                            |
| 27 (2-05) | „Map 1213“        | Карин Ъшър                 | Питър О'Фалън       | 18 септември 2006 г.  | 14 май 2007 г.             |
| Махоун проявява интерес към 5-те милиона долара, скрити от Ди Би Купър, който е познат във Фокс Ривър под името Уестморленд. След като успяват да избягат от Белик и Гиъри, Майкъл и Линкълн препускат, за да намерят ранчото на Уестморленд. Братята се срещат с Мелеза, който им казва, че Ти-Бег е взел картата за пътя до ранчото. Ти-Бег запомня картата и я изяжда, а после се съгласява да отведе Майкъл и Линкълн до ранчото, като в замяна ще си разделят парите. Когато пристигат на обозначеното място, те се натъкват на цял квартал, застроен върху мястото, където някога е бил силозът. Сукре е решен да спре сватбата на Марикруз и Хектор в Лас Вегас, докато Келерман продължава да се сприятелява със Сара. |                   |                            |                     |                       |                            |
| 28 (2-06) | „Subdivision“     | Моника Мейсър              | Ерик Ланьовил       | 25 септември 2006 г.  | 18 май 2007 г.             |
| Майкъл, Линкълн, Ти-Бег и Мелеза търсят парите на Уестморленд, но към тях неочаквано се присъединяват Сукре и Стотачката. Групата установяват къщата, под която са парите и убеждават собственичката, че са изпратени от електрическа компания да ѝ поправят токоснабдяването. Махоун пристига в Юта и хваща Мелеза, докато Психо е в Уисконсин. Губернатор Танкреди вижда Келерман в сградата на Конгреса в САЩ. Той предупреждава Сара да спре да се вижда с него. Сара отхвърля забраната на баща си и се среща с Келерман в супермаркета. |                   |                            |                     |                       |                            |
| 29 (2-07) | „Buried“          | Сет Хофман                 | Серджо Мимица Гезан | 2 октомври 2006 г.    | 21 май 2007 г.             |
| Линкълн напуска Майкъл, за да търси Ел Джей в Аризона. Майкъл, Стотачката и Ти-Бег успяват да намерят парите на Уестморленд, но Сукре заплашва да ги убие ако опитат да избягат. Махоун признава на Мелеза, че той е убил Шейлс и е напът да убие и него. Сара е уведомена, че номинацията на баща ѝ за вицепрезидент е отхвърлена от президент Каролин Рейнолдс и по-късно го намира мъртъв. Психо планира да построи сал и да иде да живее в Холандия. |                   |                            |                     |                       |                            |
| 30 (2-08) | „Dead Fall“       | Зак Естрин                 | Винсънт Мисиано     | 23 октомври 2006 г.   | 25 май 2007 г.             |
| Сукре взима парите и бяга, заповядвайки им да не го проследяват. Майкъл по-късно се присъединява към Сукре, защото действията на Сукре са били част от плана на Майкъл. Обаче Майкъл и Сукре не намират парите, а Ти-Бег вече е заминал далеч с тях. Сукре разбира, че Марикруз не се е омъжила и тръгва да я търси. Белик и Гиъри разбират, че Ти-Бег е взел парите и решават да го заловят. Линкълн намира Ел Джей, докато Сара е заловена от Компанията. Двамата Бъроус решават да намерят Майкъл. Махоун е проучен от Вътрешните работи заради подозрителната смърт на Мелеза и става ясно, че той е бил изнудван от Компанията да убие осемте избягали от Фокс Ривър.                                                     |                   |                            |                     |                       |                            |
| 31 (2-09) | „Unearthed“       | Ник Сантора                | Кевин Хукс          | 30 октомври 2006 г.   | 28 май 2007 г.             |
| Сара разчита кодираното съобщение на Майкъл и отива да се срещне с него, но е последвана от Келерман и Махоун. Ти-Бег заключва парите на Уестморленд в шкафче и опитва да намери бившата си приятелка Сюзън. Той заварва къщата ѝ празна, но е нападнат от Белик и Гиъри, които го изнудват, че ще му отрежат ръката отново, ако не каже къде са парите. Майкъл открива, че Махоун тайно е убил Шейлс и му се обажда, за да разбере какво знае той. Стотачката се събира със семейството му, а Линкълн и Ел Джей са арестувани от полицията. |                   |                            |                     |                       |                            |
| 32 (2-10) | „Rendezvous“      | Карин Ъшър                 | Дуайт Литъл         | 6 ноември 2006 г.     | 1 юни 2007 г.              |
| Белик и Гиъри намират парите на Уестморленд, но Гиъри удря Белик, той изпада в безсъзнание и Гиъри взима всичко. Майкъл и Сара се срещат на уреченото място, но Махоун пристига и прекъсва срещата им. След бягството им, Сара се опитва да избяга, но попада на Келерман. Линкълн и Ел Джей са спасени от полицията благодарение на бащата на Линкълн – Алдо. Алдо казва на Линкълн, че той може да го оневини с едно доказателство, което той притежава, но агент на Компанията опитва да ги убие. |                   |                            |                     |                       |                            |
| 33 (2-11) | „Bolshoi Booze“   | Моника Мейсър и Сет Хофман | Грег Яйтанес        | 13 ноември 2006 г.    | 4 юни 2007 г.              |
| Майкъл се опитва да надхитри трафикант, за да осигури самолет за бягство, но планът му не успява. Сукре пристига и спасява Майкъл. Те пускат трафиканта и неговите приятели. Алдо и Линкълн пристигат във Водка Болшой (по превода от телевизията), за да се срещнат с Майкъл, докато Ел Джей занимава с една жена от екипа на Алдо, за да бъде в безопасност. Ти-Бег се изплъзва от къщата на Сюзън, като оставя отрязаната си ръка, за да се спаси от полицията. По-късно намира Гиъри и го убива. След това взима парите със себе си и си тръгва. Келерман измъчва Сара, докато Махоун определяне местоположението на Водка Болшой.                                                                                         |                   |                            |                     |                       |                            |
| 34 (2-12) | „Disconnect“      | Ник Сантора и Карин Ъшър   | Карън Гавиола       | 20 ноември 2006 г.    | 8 юни 2007 г.              |
| Сара успява да избяга от Келърман, който съобщава на Компанията, че я е убил. Таен агент на Компанията, Агент Ким, изтрива Келерман от всичките губернаторски записи. Майкъл се среща с Алдо и Линкълн и Алдо му обяснява за Компанията и им казва да намерят Сара. Махоун пристига и стреля по тях. Алдо е застрелян и умира малко след това. Майкъл, Линкълн и Сукре се запътват към самолета, където братята съобщават на Сукре, че ще останат. Махоун преследва Майкъл и Линкълн, и случайно двете коли се удрят. Кейси, жената на Стотачката, е арестувана от полицията, а Белик е обвинен в убийството на Гиъри. |                   |                            |                     |                       |                            |
| 35 (2-13) | „The Killing Box“ | Зак Естрин                 | Боби Рот            | 27 ноември 2006 г.    | 11 юни 2007 г.             |
| Махоун държи Майкъл и Линкълн под прицел, но братята са арестувани от гранична полиция преди Махоун да успее да ги убие. Те са заведени в ареста, когато Агент Ким нарежда на Махоун да ги убие. Докато ги транспортират към Фокс Ривър, конвоят е възпрепятстван в един тунел и те успяват да избягат. Келерман прострелва Махоун и казва на братята, че иска да му помогнат да разруши Компанията. Ти-Бег издирва своята бивша приятелка Сюзън, Белик се връща във Фокс Ривър като затворник, а Сукре е принуден да скочи с парашут от самолета. |                   |                            |                     |                       |                            |
| 36 (2-14) | „John Doe“        | Мат Олмстед и Ник Сантора  | Кевин Хукс          | 22 януари 2007 г.     | 15 юни 2007 г.             |
| Ти-Бег е приветстван от децата на Сюзън, но му се налага да ги вземе като заложници когато Сюзън се опитва да го убие. Махоун се възстановява от раната си и казва на агент Ким, че не иска да работи повече за Компанията. Минути по-късно, Махоун е информиран, че синът му е блъснат от кола и му се налага да продължи да търси осемте избягали от Фокс Ривър. Майкъл, Линкълн и Келерман отиват в Монтана да намерят Стедмън. Несклонен да разкрие себе си пред обществеността, Стедмън отмъква пистолета на Линкълн и се самоубива. Белик си навлича проблеми с други затворници, а Стотачката продължава своето пътуване с дъщеря си.                                                                                   |                   |                            |                     |                       |                            |
| 37 (2-15) | „The Message“     | Зак Естрин и Карин Ъшър    | Боби Рот            | 29 януари 2007 г.     | 18 юни 2007 г.             |
| С цел да изпратят съобщение на Сара по телевизията, Майкъл, Линкълн и Келерман отвличат кинооператор. В съобщението Линкълн обявява своята невинност и обвинява Компанията. Майкъл съобщава, че Сара е невинна и че Махоун е убил Абруци, Мелеза и Шейлс. Белик е изпратен в лазарета и е посетен от Махоун, като му казва, че цитати, използвани от Майкъл, са заглавията на главите в книгата на Анонимните алкохолици. Анализирайки главите на книгата, Махоун открива, че Майкъл планира да се срещне със Сара. Междувременно, Психо купува бира на двама тийнейджъри, а Сукре открадва кола в Мексико. |                   |                            |                     |                       |                            |
| 38 (2-16) | „Chicago“         | Ник Сантора и Мат Олмстед  | Джеси Бочко         | 5 февруари 2007 г.    | 22 юни 2007 г.             |
| Сара потегля с влака за Чикаго, заедно с Майкъл и Линкълн. Когато Сара разбира, че те са с Келерман, тя се опитва да го убие, но е спряна от Майкъл. Майкъл признава чувствата си към нея и те дават началото на една романтична връзка. Махоун помага на Белик, като му обещава, че обвинението за убийството на Гиъри ще бъде премахнато, ако той му помогне да хванат останалите бегълци. Белик приема офертата и успява да заклещи Психо, но той се качва на върха на силоз и Махоун го убеждава да се самоубие. Стотачката, обядвайки заедно с дъщеря си, е задържан заради наркоман убиец, решил да ограби закусвалнята. Ти-Бег продължава да държи Сюзън и нейното семейство като заложници.                            |                   |                            |                     |                       |                            |
| 39 (2-17) | „Bad Blood“       | Пол Шойринг и Карин Ъшър   | Нелсън Маккормик    | 19 февруари 2007 г.   | 25 юни 2007 г.             |
| Поради влошаването на болестта на дъщеря си, Стотачката решава да се предаде. Той се обажда на Махоун, като му казва, че иска той да влезе на мястото на жена му в затвора. Сукре най-накрая се връща при Марикруз, докато Ти-Бег посещава дома от детството си и освобождава своите пленници. Майкъл и Сара се обръщат към Хенри Поуп за помощ в разкриването на информацията, която може да разруши Компанията. Поуп успява да им даде аудио файл, съдържащ записан разговор между Стедмън и президент Рейнолдс, състоял се след предполагаемата смърт на Стедмън. Агент Ким опитва да отвлече Поуп, но е спрян от Майкъл.                                                                                                   |                   |                            |                     |                       |                            |
| 40 (2-18) | „Wash“            | Ник Сантора                | Боби Рот            | 26 февруари 2007 г.   | 29 юни 2007 г.             |
| Линкълн, Майкъл и Сара се свързват с Купър Грийн, който те смятат, че може да оневини Линкълн. Грийн им казва, че записът не може да бъде потвърден, независимо от това, че е записан след мнимата смърт на Стедмън, но им предлага да изнудят Каролин Рейнолдс за президентска амнистия. Махоун нарежда на Белик да хване Сукре, който живее с Марикруз във фермата на леля си. Ти-Бег открадва самоличността на психиатър и неволно се качва на същия полет като Белик за Мексико. Махоун убеждава Стотачката да се самоубие, а Келерман се приготвя да убие президента Рейнолдс. |                   |                            |                     |                       |                            |
| 41 (2-19) | „Sweet Caroline“  | Карин Ъшър                 | Дуайт Литъл         | 5 март 2007 г.        | 2 юли 2007 г.              |
| Стотачката е спрян в опита си за самоубийство и агент Уилър му предлага свобода, ако свидетелства срещу Махоун. Майкъл използва аудио файла, за да изнуди президент Рейнолдс и тя се съгласява да ги амнистира. Обаче Компанията я изнудва със същия файл и вместо това, тя си подава оставката като президент. В Мексико, Ти-Бег губи парите на Уестморленд в багажния карусел на летището. Белик хваща Сукре и възнамерява да го върне обратно при Махоун, но Сукре убеждава Белик вместо това, да намерят заедно парите на Уестморленд. |                   |                            |                     |                       |                            |
| 42 (2-20) | „Panama“          | Зак Естрин                 | Винсънт Мисиано     | 19 март 2007 г.       | 6 юли 2007 г.              |
| Ти-Бег успява да си върне парите на Уестморленд, а Белик и Сукре тръгват по следите му. Когато Ти-Бег бяга в Панама, Белик казва на Сукре, че е взел Марикруз за заложник и че ще я освободи, когато намерят парите. Сара се предава на ФБР с цел Майкъл и Линкълн да успеят да избягат в Панама. Стотачката се съгласява да свидетелства срещу Махоун в замяна на своята свобода и своето семейство. |                   |                            |                     |                       |                            |
| 43 (2-21) | „Fin Del Camino“  | Мат Олмстед и Сет Хофман   | Боби Рот            | 26 март 2007 г.       | 9 юли 2007 г.              |
| Майкъл, Сукре и Белик се съюзяват, за да хванат Ти-Бег. Линкълн се опитва да попречи на плана на Махоун да хване Майкъл, обаче той се оказва пленен. В Чикаго, Сара е на своето дело, когато най-неочаквано Келерман свидетелства за невинността на Сара. Ти-Бег е арестуван от полицията, а Майкъл взима парите и се връща на кораба си „Кристина Роза“. Махоун се обажда на Майкъл и му казва, че е хванал Линкълн, и иска кораба и парите в замяна на свободата на Линкълн. |                   |                            |                     |                       |                            |
| 44 (2-22) | „Sona“            | Пол Шойринг                | Кевин Хукс          | 2 април 2007 г.       | 13 юли 2007 г.             |
| Показанията на Келерман премахват обвиненията, хвърлени върху Линкълн и Сара. Танкреди заминава за Панама, а Пол е предполагаемо убит от членове на Компанията. Сукре издирва Белик с цел да му каже къде е Марикруз. Сара се среща с Майкъл и Линкълн и казва на Линк, че е оневинен. Агент Ким се появява и се опитва да хване братята, но е застрелян от Сара. Майкъл, Махоун, Белик и Ти-Бег са арестувани от полицията и хвърлени във Федерален затвор Сона. |                   |                            |                     |                       |                            |

## Сезон 3
| Номер | Заглавие             | Сценарий                    | Режисьор         | Първо излъчване в САЩ | Първо излъчване в България |
| --- | -------------------- | --------------------------- | ---------------- | --------------------- | -------------------------- |
| 45 (3-01) | „Orientación“        | Пол Шойринг                 | Кевин Хукс       | 17 септември 2007 г.  | 23 октомври 2008 г.        |
| Майкъл, Ти-Бег, Белик и Махоун са хвърлени в затвора Сона в Панама. Майкъл насила е накаран да се бие до смърт с друг затворник. Той го побеждава, но отказва да го убие. Махоун спасява Майкъл, убивайки затворника, след като той нарушава правилата, опитвайки се да убие Майкъл с нож. Белик става най-нисшият тип затворник и се сприятелява с друг такъв, който по-късно умира, опитвайки се да избяга. Междувременно Компанията иска Майкъл да измъкне друг затворник на име Джеймс Уистлър. В началото той отказва, но разбира от Линкълн, че те са отвлекли Сара и Ел Джей, за да го накарат да им сътрудничи. |                      |                             |                  |                       |                            |
| 46 (3-02) | „Fire/Water“         | Мат Олмстед                 | Боби Рот         | 24 септември 2007 г.  | 24 октомври 2008 г.        |
| Майкъл не успява да намери Уистлър. Той се крие от другите затворници, защото има парично възнаграждение за този, който го убие, а Белик знае къде е той. Междувременно сборичкване между двама затворници докарва до загубата на запасите от вода. Тогава другите затворници възстават на бунт, а Ти-Бег успява да спечели благоволението на Лечеро. Сукре купува оръжие и насилва Белик да му каже къде е Марикруз, която всъщност вече се е завърнала в Щатите. Той по-късно разбира по трудния начин, че няма да може да я види повече. Линкълн му предлага работа – да помогне на Майкъл да изкара Уистлър от затвора, но той отказва. Махоун е способен да намери Уистлър с цел да излезе от Сона. Обаче Майкъл успява да върне водата в Сона. Наградата за главата на Уистлър е премахната.   |                      |                             |                  |                       |                            |
| 47 (3-03) | „Call Waiting“       | Зак Естрин                  | Милан Чейлов     | 1 октомври 2007 г.    | 27 октомври 2008 г.        |
| След като Майкъл си признава, че няма план как да измъкне Уистлър, той поисква от Линкълн да намери Сара и Ел Джей. Майкъл изнудва Ти-Бег да му даде телефона на Лечеро, когато Компанията разреши на Сара да се обади на Майкъл. Тя му дава важни указания за нейното местоположение и Линкълн успява да ги намери. Обаче Компанията успява да избяга от скривалището преди Линкълн да успее да ги спаси. Уистлър казва на Майкъл, че Компанията го иска извън затвора, така че те могат да намерят и друг, който да го измъкне. Белик успява да се „изкачи по стълбата на затворниците“ и вече не е нисш затворник. Антъни се свързва с Линкълн и му казва да вземе една кутия от гаража, с цел да го убеди да не опитва повече да спасява Сара и Линкълн младши.                                  |                      |                             |                  |                       |                            |
| 48 (3-04) | „Good Fences“        | Ник Сантора                 | Майкъл Суицър    | 8 октомври 2007 г.    | 28 октомври 2008 г.        |
| Линкълн намира главата на Сара в кутия, но скрива това от Майкъл. Махоун е преследван от халюцинации за Психо, който му казва, че Майкъл се опитва да го прецака. Ти-Бег става член на екипа на Лечеро след убийството на Ниевес. Майкъл спира тока на затвора и убеждава Лечеро, че може да го оправи, но трябва да излезе в ничията земя. В хода на действията той активизира отново електрическата ограда. Белик се опитва да разкрие плана за бягство на Майкъл. Линкълн и София, приятелката на Уистлър, планират да платят на гробаря на Сона да работи за тях, но е убит от Сюзън, защото не могат да му се доверят. Сукре успява да го замени и използва химикал, за да стопи електрическата ограда, като част от плана на Майкъл.                                                           |                      |                             |                  |                       |                            |
| 49 (3-05) | „Interference“       | Карин Ъшър                  | Карън Гавиола    | 22 октомври 2007 г.   | 29 октомври 2008 г.        |
| Само ден преди крайния срок, Майкъл планира да избяга през деня, защото бягството през нощта е невъзможно. Линкълн не съобщава на Сюзън за това, така че екипът за бягство да може да планира как да спаси Ел Джей. Същевременно нов затворник влиза в Сона. Той разстройва Уистлър и повдига съмнения у Майкъл. Линкълн и София обединяват усилия. Майкъл работи над план за отвличане на вниманието на пазачите от кулите, за да бъде сигурен, че ще избягат, но планът му пропада, когато пазачите виждат, че той ги гледа и заключват килията му, съдържаща жизненоважни неща за бягството. Братовчедът на Лечеро, Аугусто, плаща на Сукре да вкарва някакви неща в Сона. |                      |                             |                  |                       |                            |
| 50 (3-06) | „Photo Finish“       | Сет Хофман                  | Кевин Хукс       | 5 ноември 2007 г.     | 30 октомври 2008 г.        |
| Махоун е посетен от Сълинс и Ланг, които му предлагат да се махне от Сона и той приема. Затворник е намерен мъртъв в Сона и Уистлър е заподозрян в убийството му. Накрая обаче Лечеро убива един от своите хора. Когато Линкълн планира да сложи приспивателно в кафето на пазача, той погрешка казва на Сюзън, че ще избягат до края на деня. Майкъл заплашва, че няма да избяга, ако не му покажат доказателство, че Сара е жива, но е съкрушен, когато на Линкълн му се налага да признае, че Сара е мъртва. Майкъл хвърля пилешкото краче на Уистлър, за да му отмъсти. |                      |                             |                  |                       |                            |
| 51 (3-07) | „Vamonos“            | Зак Естрин и Калинда Вазкез | Винсънт Мисиано  | 5 ноември 2007 г.     | 31 октомври 2008 г.        |
| Майкъл използва пилешкото краче, за да отвлече вниманието от тяхното бягство, но планът му пропада, след като облак спира отразяването на слънчевата светлина, откривайки сляпото петно. Майкъл и Уистлър са накарани да се бият и взимат трудно решение кой от тях трябва да умре. Обаче преди един от тях да бъде убит пазачите нахълтват в Сона отново, след като намират въжената стълба и убиват собственика на килията, вярвайки, че той е планирал да избяга. Лечеро разбира, че Майкъл се е опитал да избяга и иска също да се присъедини, вярвайки, че затворниците губят вяра в него. Линкълн се опитва да спаси Ел Джей отново, но пак се проваля. Махоун разбира, че делото му е отложено. Накрая се разкрива, че Уистлър всъщност работи за Сюзън и тя му дава още време, за да избяга. |                      |                             |                  |                       |                            |
| 52 (3-08) | „Bang & Burn“        | Крисчън Троки и Ник Сантора | Боби Рот         | 12 ноември 2007 г.    | 3 ноември 2008 г.          |
| Махоун свидетелства срещу Компанията, но поради своята наркозависимост, той не може да свидетелства и му е отказано връщането в Щатите. Лечеро показва на Майкъл, че Сона има срутен тунел, който е главното средство в новия план за бягство. Същевременно Компанията взима бягството в техни ръце и хващат под прицел Линкълн и Сукре. За щастие Линкълн успява да премахне убийците. София намира доказателство, че Уистлър не е този, за когото се представя. Компанията праща два хеликоптера, за да измъкнат Уистлър. Майкъл обаче успява да предотврати бягството му и хеликоптерите се оттеглят. Генерал Завала поема властта и отвежда Майкъл в „пещта“. |                      |                             |                  |                       |                            |
| 53 (3-09) | „Boxed In“           | Карин Ъшър                  | Крейг Рос        | 14 януари 2008 г.     | 4 ноември 2008 г.          |
| Майкъл е отведен в „пещта“ с цел да си признае, че е опитал да избяга. Той се пречупва и разказва всичко на Завала. Генералът намира Сюзън, която всъщност се казва Гретчен Морган. Той я измъчва, за да му каже къде е Ел Джей. Морган обаче го примамва и го убива. Насилват Белик да се бие с друг затворник и той успява да го убие, използвайки малко ацетон. Махоун се завръща в Сона и решава да се откаже. Сукре получава още пари благодарение на Компанията, защото те вярват, че той ще започне да работи срещу Линкълн. Сами, дясната ръка на Лечеро, получава пратка от Аугусто – пистолет, с който да убие Лечеро. |                      |                             |                  |                       |                            |
| 54 (3-10) | „Dirt Nap“           | Мат Олмстед и Сет Хофман    | Майкъл Суицър    | 21 януари 2008 г.     | 5 ноември 2008 г.          |
| Ти-Бег и Белик стават част от плана за бягство, откакто Сами управлява Сона. Ти-Бег иска Белик да използва някои трикове, за да убие Сами, но ацетонът му е свършил. Линкълн купува бомба, за да убие Гретчен. Сами дава награда за главата на Майкъл, но скоро разбира, че той планира да избяга. За щастие Майкъл успява да повреди опората на тунела и Сами умира, защото тунела се срутва. Лечеро отново е на власт, въпреки че Линкълн казва на Майкъл какво е открила София за Уистлър. |                      |                             |                  |                       |                            |
| 55 (3-11) | „Under and Out“      | Зак Естрин                  | Грег Яйтанес     | 4 февруари 2008 г.    | 6 ноември 2008 г.          |
| Гретчен отвлича София с цел Уистлър да даде на Компанията това, което иска. Силните дъждове карат Майкъл да смени часа на бягство и да избяга още същата вечер. Макгрейди се присъединява към бегълците, а Ти-Бег и Лечеро се съюзяват, докато Белик също се надява да се съюзи с Махоун. Линкълн и Сукре спират осветлението в Сона. Сукре обаче попада в неочакван проблем поради неговия псевдоним. Само с 30 секунди разлика между изключването на тока и включването на генераторите, Лечеро, Белик и Ти-Бег принуждават Майкъл да ги пусне да избягат първи или ще убият Уистлър. |                      |                             |                  |                       |                            |
| 56 (3-12) | „Hell Or High Water“ | Ник Сантора                 | Кевин Хукс       | 11 февруари 2008 г.   | 7 ноември 2008 г.          |
| Лечеро, Белик и Ти-Бег опитват да избягат, но генераторите се включват по-рано и те са хванати, а Лечеро е прострелян. Това отклонява Майкъл, Уистлър, Махоун и Макгрейди от плана за бягство. Уистлър загубва книгата си за птици. Екипът успява да избяга от властите под вода и когато се завръщат на сушата са проследени от Компанията. Те успяват да избягат от тях, а Линкълн се свързва с Гретчен за нов план, за да се разберат за друго място за размяна. Уистлър обаче се паникьосва и побягва. |                      |                             |                  |                       |                            |
| 57 (3-13) | „The Last In Line“   | Мат Олмстед и Сет Хофман    | Нелсън Маккормик | 18 февруари 2008 г.   | 10 ноември 2008 г.         |
| Майкъл и Линкълн бързо хващат Уистлър и го отвеждат за размяната му с Ел Джей и София. Майкъл планира да го размени в музея. Както са очаквали, след като излизат по тях почва да се стреля. Майкъл успява да им отвлече вниманието и остава жив. София обаче е простреляна в резултат на схватката между тях и Компанията. Макгрейди се връща при семейството си в Колумбия. След като пазачите в Сона разбират кой е Сукре и не успяват да получат информация къде е Майкъл, той е хвърлен в Сона, където Ти-Бег успява да вземе властта в свои ръце след убийството на Лечеро. Махоун решава да се върне на работа в Компанията. Докато София се възстановява от прострелването, Майкъл напуска брат си, за да намери Гретчен и да ѝ отмъсти за смъртта на Сара.                                  |                      |                             |                  |                       |                            |

## Сезон 4
| Номер | Заглавие                 | Сценарий                                                   | Режисьор         | Първо излъчване в САЩ | Първо излъчване в България |
| --- | ------------------------ | ---------------------------------------------------------- | ---------------- | --------------------- | -------------------------- |
| 58 (4-01) | „Scylla“                 | Мат Олмстед                                                | Кевин Хукс       | 1 септември 2008 г.   | 16 февруари 2009 г.        |
| След три седмици прекарани в търсене, Майкъл намира Гретчен и Уистлър в Лос Анджелис, решен да им отмъсти за смъртта на Сара, но те му казват, че тя е избягала и е все още жива. Той я намира благодарение на Брус Бенет и двамата се събират отново. В Панама Сукре, Белик и Ти-Бег успяват да избягат от Сона след бунт. Ти-Бег наема кола до Щатите, но шофьорът го ограбва и го оставя да умре в Мексиканската пустиня. Линкълн е арестуван, след като убива агент на Компанията. Сукре и Белик са арестувани също, както и Махоун, след като разбира, че агент на Компанията – Уайът е убил сина му. Арестуваните скоро са доведени заедно при Дон Селф – агент на Вътрешна сигурност, който им предлага да разрушат Компанията веднъж завинаги. |                          |                                                            |                  |                       |                            |
| 59 (4-02) | „Breaking and Entering“  | Зак Естрин                                                 | Боби Рот         | 1 септември 2008 г.   | 17 февруари 2009 г.        |
| Майкъл и неговият екип са доведени, за да вземат Сцила, черното тефтерче на Компанията. Единственият начин да направят това е да влязат в къщата на картодържателя и да свалят информацията с устройството, направено от Роланд. Те взимат информацията като подхвърлят устройството в чантата на домашната прислужница, но тя го оставя в къщата, където Майкъл и екипът му трябва да влязат, за да го вземат. Ти-Бег успява да се върне в Щатите и открива място, записано в книгата на Уистлър. Там той намира нещо, засягащо двойния живот на Уистлър. Уайът взима Гретчен за пленник. Роланд сваля информацията от Сцила на компютъра, но се оказва, че Сцила е шест карти и те се нуждаят от останалите пет. |                          |                                                            |                  |                       |                            |
| 60 (4-03) | „Shut Down“              | Ник Сантора                                                | Милан Шейлов     | 8 септември 2008 г.   | 18 февруари 2009 г.        |
| С пет карти повече от предвиденото, Вътрешна сигурност прекратява операцията и отново праща групата зад решетките. Майкъл, Линкълн, Махоун и Сара успяват да избягат, за да открият следи и за останалите картодържатели. Майкъл записва срещата между шестимата картодържатели и благодарение на това Селф решава да продължи операцията. Ти-Бег използва новата самоличност на Уистлър, за да изгради нов живот за себе си. Уайът хваща Брус Бенет и го инжектира със серум на истината, за да му разкрие къде е Сара преди да го убие. Линкълн променя отношението си към Махоун, след като разбира, че синът му е бил убит и се съгласява да му помогне да намерят убиеца на Камерън. |                          |                                                            |                  |                       |                            |
| 61 (4-04) | „Eagles & Angels“        | Карин Ъшър                                                 | Майкъл Суицър    | 15 септември 2008 г.  | 19 февруари 2009 г.        |
| Екипът намира втория картодържател. Линкълн, Махоун и Майкъл присъстват на полицейски бенефис, дегизирани като полицаи, за да се сдобият със следващата карта. Ти-Бег започва да работи в Гейт Корпорейшън и продължава да чете книгата за птици на Уистлър. Същевременно Сара получава известие, че Бенет е мъртъв. Те мислят, че той се е самоубил и Сара е обзета от скръб и вина. Тя отива в бар, където един мъж открадва кредитната ѝ карта, като по този начин Уайът разбира къде се намира тя и започва да я следи. |                          |                                                            |                  |                       |                            |
| 62 (4-05) | „Safe & Sound“           | Сет Хофман                                                 | Карън Гавиола    | 22 септември 2008 г.  | 20 февруари 2009 г.        |
| Търсенето на следващата карта довежда Майкъл и Линкълн до Министерството на финансите, където е трудно да се влезе, но въпреки това те успяват да свалят и третата карта. Генералът нарежда на всички картодържатели да държат картите в тях по всяко време. Линкълн започва да се безпокои за Майкъл, след като вижда, че му тече кръв от носа. Сара успява да се изплъзне на Уайът и той не успява да разбере къде се крият останалите. Сукре и Белик претърсват няколко сгради за Ти-Бег, за да вземат книгата за птици на Уистлър. Гретчен успява да избяга и вече не е пленник на Уайът. Виждайки Пам, Махоун дава начало на мисията си да отмъсти за смъртта на сина си. |                          |                                                            |                  |                       |                            |
| 63 (4-06) | „Blow Out“               | Калинда Вазкез                                             | Брайън Спайсър   | 29 септември 2008 г.  | 23 февруари 2009 г.        |
| Майкъл и екипът са по следите на следващия картодържател и свалят информацията от картата му, но Махоун е арестуван, а устройството остава в него. Селф сключва сделка да му върнат устройството, а Махоун остава зад решетките. Майкъл и екипът обаче успяват да осъществят един сложен план по време на делото на Махоун, където той насмалко да бъде убит от мъжа, погубил сина му. Компанията взима на мушка Селф, след като той е проучвал генерал Кранц. Псевдонимът на Ти-Бег – Коул Пфайфър е подложен на разследване от един от продавачите на Гейт. Изпадайки в паника, Ти-Бег бяга към вкъщи, за да си опакова нещата, но се натъква на Гретчен, която иска да знае кой е той. |                          |                                                            |                  |                       |                            |
| 64 (4-07) | „Five The Hard Way“      | Крисчън Троуки                                             | Гари Браун       | 6 октомври 2008 г.    | 24 февруари 2009 г.        |
| Линкълн взима със себе си няколко члена на екипа и отпътуват към Лас Вегас, за да вземат петата карта. Те разбират, че трябва някой мъж да се доближи до него, за да вземе картата. Сукре е този, който трябва да я вземе, но по-късно разбира, че картодържателят се нуждае от някой, който да прави секс с жена му. Сукре успява да вземе петата карта, обаче устройството е конфискувано заради Роланд, който е хванат да мами на хазартна игра. Сара разбира, че Майкъл има мозъчен тумор, като този на майка му. Същевременно Ти-Бег започва да работи за Гретчен, която убива мъжа, обвинил Багуел за измамник, и отвлича Майкъл и Белик. Той се нуждае от Майкъл, за да намери Сцила, използвайки книгата за птици. Те отиват в Гейт и откриват стая, която може да ги заведе до Сцила. Махоун успява да спаси Майкъл и Белик, и пленява Ти-Бег, но Гретчен се обажда на Майкъл и го заплашва, че няма да му даде останалите страници. |                          |                                                            |                  |                       |                            |
| 65 (4-08) | „The Price“              | Греъм Роланд                                               | Боби Рот         | 20 октомври 2008 г.   | 25 февруари 2009 г.        |
| Докато Майкъл е принуден да се съюзи с Гретчен, а и без устройство, екипът взима на мушка генерала, за да вземе последната карта, въпреки че Уайът се появява и им попречва. Генералът заповядва Сцила да бъде преместена, докато Майкъл работи извън Гейт, близо до сградата на Компанията, където се намира Сцила. Скоро се разкрива, че Роланд е предателят. Той си урежда среща с Уайът, за да му каже къде е екипът, като в замяна той му даде един милион долара. Вместо това обаче Уайът го измъчва и след като разбира къде са останалите, прострелва Роланд в стомаха. Но те проследяват Роланд благодарение на GPS-а, който Майкъл слага в компютъра му и хващат Уайът. Майкъл остава с Роланд до последния му дъх. |                          |                                                            |                  |                       |                            |
| 66 (4-09) | „Greatness Achieved“     | Ник Сантора                                                | Джеси Бочко      | 3 ноември 2008 г.     | 26 февруари 2009 г.        |
| Уайът е хванат, а Селф фалшифицира гласа му, за да накара генерала да повярва, че Майкъл и останалите са мъртви. После Махоун го измъчва и го принуждава да се извини на Пам, преди Махоун да го хвърли в океана. Гретчен изработва свой собствен план за взимането на последната карта, като трябва да се добере до Кранц. С цел да се доберат до главната квартира на Компанията, екипът спира водата и прави дупка в тръба, за да проникнат в Компанията. Майкъл обаче припада заради своето заболяване. Останалите успяват да вкарат тръба между главния водопровод, за да преминават безопасно. Подпората, която държи тръбата, се счупва и Белик рискува живота си, за да вдигне тръбата и да осигури пътя между двете сгради. Тъкмо когато успяват, водата нахлува и Белик се удавя. |                          |                                                            |                  |                       |                            |
| 67 (4-10) | „The Legend“             | Карин Ъшър                                                 | Дуайт Литъл      | 10 ноември 2008 г.    | 27 февруари 2009 г.        |
| Докато екипът, включително Ти-Бег, скърбят за загубата на Белик, те продължават с проникването в Компанията, като Махоун посещава архитекта, който седи зад изграждането на защитата около Сцила. Тъкмо той започва да му обяснява кой е той и защо е там, и пристигат агенти на Компанията. Ти-Бег разкрива, че секретарката на Гейт, Тришън, работи за Селф. Майкъл и Сара посещават болницата, за да проверят заболяването на Майкъл. Те разбират, че Майкъл трябва да бъде опериран на следващия ден, но той не се съгласява. След като разбират, че Кранц ще мести Сцила, възможността за операция се намалява многократно. |                          |                                                            |                  |                       |                            |
| 68 (4-11) | „Quiet Riot“             | Сет Хофман                                                 | Кевин Хукс       | 17 ноември 2008 г.    | 13 юли 2009 г.             |
| Гретчен се опитва да вземе последната карта, примамвайки генерала да отиде при нея, но той разкрива нейните намерения и я заплашва, че ще я убие, ако я види отново. Селф и Тришън се натъкват на Фенг Хуан, предвидения купувач на Сцила, който би трябвало да се срещне с Ти-Бег и Гретчен на обозначеното място, но това се оказва капан и двамата агенти са хванати. Останалата част от екипа проникват в подземието, което е защитено с датчици за шум, налягане и температура. Екипът успява да вземе Сцила. Кранц обаче ги вижда чрез камерата в подземието и праща няколко от своите хора, за да ги спрат. |                          |                                                            |                  |                       |                            |
| 69 (4-12) | „Selfless“               | Калинда Вазкез                                             | Майкъл Суицър    | 24 ноември 2008 г.    | 14 юли 2009 г.             |
| Майкъл, Линкълн, Махоун и Сукре предчувстват, че Кранц идва и успяват да усмирят неговите пазачи, докато Майкъл се сдобива с картата на генерала, за да вземе Сцила. Въпреки че са заклещени в щаба на Компанията, тяхната свобода е осигурена, след като Сара хваща Лиса Табак – дъщерята на Кранц, за заложник. Те вече могат да напуснат сградата, заедно със Сцила. Селф и Тришън успява да избягат от Хуан и убиват него и охраната му. Докато Ти-Бег и Гретчен чакат Скофийлд, шефът на Гейт забелязва техните оръжия и им се налага да задържат всички за заложници, но Тришън успява да арестува Ти-Бег. Селф взима Сцила и урежда освобождаването на екипа. Празнуването им обаче е доста кратко, след като разбират, че Селф им е оставил няколко празни листа, а междувременно той убива Тришън, за да продаде Сцила сам. |                          |                                                            |                  |                       |                            |
| 70 (4-13) | „Deal Or No Deal“        | Крисчън Троуки                                             | Боби Рот         | 1 декември 2008 г.    | 15 юли 2009 г.             |
| Селф излъгва Вътрешна сигурност, че Майкъл и Бъроус са напът да го убият. Той се отправя към Гретчен и Багуел, за да му намерят купувач за Сцила, като същевременно държи сестрата на Гретчен и дъщеря ѝ за заложници. Майкъл и останалите отново започват да бягат, но този път както от Компанията, така и от Вътрешна сигурност. От Вътрешна сигурност обаче са убедени в думите на Селф и възнамеряват да убият Майкъл и Линкълн, за да предотвратят следващо бягство, но братята са спасени от агент на Компанията, който Линкълн по-късно убива. Гретчен намира посредник – мъж, който да им уреди купувач. Селф забелязва, че едно парче от Сцила липсва и то се оказва в Майкъл. Когато Селф се обажда на Майкъл за това, Майкъл просто му казва да дойде и да си го вземе. |                          |                                                            |                  |                       |                            |
| 71 (4-14) | „Just Business“          | Греъм Роланд                                               | Марк Хелфрич     | 8 декември 2008 г.    | 16 юли 2009 г.             |
| В търсене на липсващото парче Селф е хванат от Линкълн, но е пощаден заради Гретчен. Докато Ти-Бег държи сестрата на Гретчен и дъщеря ѝ за заложници, пристига агент на Компанията, дегизиран като продавач на библии. Ти-Бег пуска семейството на Гретчен на свобода, преди да бъде хванат от агента. Махоун се среща с Ланг и Уилър, за да му уредят среща с главния прокурор, но разбира, че това е уловка и те го хващат. Майкъл успява да вземе Сцила от Селф, но докато бяга припада заради своето заболяване и е уловен от Компанията, а Селф отново се изплъзва заедно със Сцила в ръце. Линкълн решава да се присъедини към Компанията, защото те му обещават да се погрижат за Майкъл, а в замяна на това той да им върне Сцила. |                          |                                                            |                  |                       |                            |
| 72 (4-15) | „Going Under“            | Зак Естрин                                                 | Карън Гавиола    | 8 декември 2008 г.    | 17 юли 2009 г.             |
| Докато Линкълн работи над връщането на Сцила, заедно със Сукре, Селф убива посредника и си урежда среща с купувача, който планира да убие Селф и Гретчен, но Сукре и Линкълн ги намират и ги прибират под крилото на Компанията, но Сцила е взета от купувача, при това – безплатно. Същевременно в Компанията оперират Майкъл, той има видение, в което се среща с Чарлз Уестморленд и разкрива какво всъщност е Сцила. След като Майкъл вече е опериран, той разговаря със Сара и ѝ казва, че според него Сцила е формула, благодарение на която чрез слънчева батерия може да се впрегне 100% от слънчевата енергия. Махоун успява да избяга от Ланг и Уийлър. В края на краищата Майкъл разбира, че не само Линкълн работи за Компанията – майка му също е работила. |                          |                                                            |                  |                       |                            |
| 73 (4-16) | „The Sunshine State“     | Мат Олмстед и Никълъс Уутън                                | Кевин Хукс       | 22 декември 2008 г.   | 20 юли 2009 г.             |
| Линкълн, Гретчен, Селф и Ти-Бег отпътуват за Маями, Флорида, за да търсят Сцила. Махоун по-късно се присъединява към тях. Гретчен се съмнява, че купувача е от Компанията и решава да заблуди екипа къде е Сцила, но лъжата ѝ е разкрита и тя е простреляна. Останалите от екипа я оставят на полицията, но Сцила отново изчезва. Същевременно Табак казва на Сара къде държат Майкъл. Компанията се опитва да промие мозъка на Майкъл и да го накарат да работи за тях. Той разбира, че майка му е все още жива. С помощта на Сара, Майкъл успява да избяга. Накрая Линкълн получава обаждане от човека, който е купил Сцила. Той казва на купувача, че идва за него, без да знае, че това е майка му. |                          |                                                            |                  |                       |                            |
| 74 (4-17) | „The Mother Lode“        | Сет Хофман                                                 | Джонатън Гласнър | 17 април 2009 г.      | 21 юли 2009 г.             |
| Кристина Скофийлд опитва да убие Кранц, като слага бомба в колата му, но той успява да оцелее. В Маями, Линкълн най-накрая разбира, че майка му е жива и се свързва с нея. Тя го убеждава да стои по-далеч, защото тя може да спре Компанията сама. Същевременно Майкъл и Сара, пътувайки към Маями, са проследени от, както те си мислят, агенти на Компанията. Те успяват да се скрият в камион, но са приклещени там от друг агент. Преди да избягат Майкъл разбира, че не Кранц, а майка му се опитва да ги отвлече. Това става очевидно, когато тя нарежда да стрелят по Линкълн, докато той се опитва да я намери. |                          |                                                            |                  |                       |                            |
| 75 (4-18) | „VS.“                    | Крисчън Троуки и Калинда Вазкез                            | Дуайт Литъл      | 24 април 2009 г.      | 22 юли 2009 г.             |
| Разбирайки, че Линк няма да стои настрана за няколко дни, Кристина нарежда на снайпериста да стреля по Линкълн, но останалите от екипа го спасяват. Те я проследяват до Индийското посолство, където тя предлага Сцила за продажба. Майкъл и Сара успяват да избягат и се съгласяват да работят съвместно с Махоун. Джонатаън Кранц и Винсънт Сандински – мъжът, чието име Майкъл научава от човека, опитал се да ги убие, са съперници на Кристина. |                          |                                                            |                  |                       |                            |
| 76 (4-19) | „S.O.B“                  | Карин Ъшър                                                 | Гари Браун       | 1 май 2009 г.         | 23 юли 2009 г.             |
| Майкъл предупреждава Линк, че ученият Винсънт Сандински е свързан по някакъв начин с Кристина. Майкъл и Сара се провалят в опита си да разговарят с пленената Кристина, която казва, че Линкълн е осиновен. Багуел иска да работи в Компанията, а неговият изпит е просто да убие Сандински. Кристина успява да избяга. Всички се запътват към конгреса в Маями. Махоун надушва капан. |                          |                                                            |                  |                       |                            |
| 77 (4-20) | „Cowboys & Indians“      | Ник Сантора                                                | Милан Шейлов     | 8 май 2009 г.         | 24 юли 2009 г.             |
| Майкъл и Линкълн са впримчени в хотел Панда Бей и мислят как да избягат. Селф се опитва да им помогне, а генерал Кранц изпраща негов човек, за да ги хване. Същевременно Кристина продава Сцила на огорчения президент на Индия за 750 милиона долара. После тя решава да се обади в посолството на Китай, за да се опита да продаде Сцила и на тях. Майкъл, Линкълн, Махоун и Селф обаче открадват Сцила от Кристина и нейния довереник в банка, докато тя проверява депозита ѝ, но докато бягат, Линкълн е хванат от хората на Кристина. Ти-Бег отвлича Сара и генерал Кранц се обажда на Майкъл да му донесе Сцила до един час. Внезапно след това Кристина също се обажда на Майкъл и прострелва Линкълн в белия дроб, за да накара Майкъл да ѝ донесе Сцила. Майкъл трябва да избере кой от двамата да спаси. |                          |                                                            |                  |                       |                            |
| 78 (4-21) | „Rate of Exchange“       | Зак Естрин                                                 | Боби Рот         | 15 май 2009 г.        | 27 юли 2009 г.             |
| Кранц пленява Сара, Кристина дори прострелва Линк в белия дроб с цел настойчивост, защото и двамата искат Сцила. Майкъл се опитва да измами майка си, но само шофьорът ѝ е ранен след експлозията. Агент Крис Франко намира и изтезава Селф, който е със счупен крак и е в болницата. Той успява да се споразумее да му осигурят имунитет. Линк казва на Майкъл, че Сара е бременна. Тогава той предлага на Кранц да размени Сцила за нея, но Кранц все още планира да го убие, а Сара да остави на Багуел. Навийн Банерджи губи търпение заради Кристина. Махоун предлага Сцила на Кристина, като дава друга кутия на Майкъл, за да измамят Кранц. Дауни отравя Селф. Майкъл се вмъква навреме, за да спаси Сара. |                          |                                                            |                  |                       |                            |
| 79 (4-22) | „Killing Your Number“    | Мат Олмстед и Никълъс Уутън                                | Кевин Хукс       | 15 май 2009 г.        | 28 юли 2009 г.             |
| Съгласно плана на Майкъл, Махоун връчва фалшива Сцила на Кристина. Това е умело замаскирана бомба, а Кристина се озовава в ръцете на агент Крис Франко. Багуел се среща със Сукре и Стотачката, но е хванат, докато те се надяват, че предложението за помощ е истинско. Генералът хваща братята и повдига въпроса за Сцила, като им показва още отвлечени роднини. Майкъл успява да избяга със Сцила. Бандата трябва да реши дали да приеме предложението на Пол Келерман да даде Сцила на представител на ООН в замяна на пълна амнистия. |                          |                                                            |                  |                       |                            |
| 80 (4-23) | „The Old Ball and Chain“ | Ник Сантора и Сет Хофман (сценарий) Крисчън Троуки (сюжет) | Брад Търнър      | 21 юли 2009 г.        | 1 август 2009 г.           |
| Майкъл и Сара се женят, но щастието им е кратко, защото Сара е арестувана за убийството на Кристина Скофийлд. |                          |                                                            |                  |                       |                            |
| 81 (4-24) | „Free“                   | Зак Естрин и Карин Ъшър (сценарий) Калинда Вазкез (сюжет)  | Кевин Хукс       | 21 юли 2009 г.        | 1 август 2009 г.           |
| Майкъл, Линкълн, Сукре и Махоун се събират заедно, за да изкарат от затвора все по-уязвимата Сара. |                          |                                                            |                  |                       |                            |

## Сезон 5
| Номер     | Заглавие                 | Сценарий                       | Режисьор         | Първо излъчване в САЩ | Първо излъчване в България |
| --------- | ------------------------ | ------------------------------ | ---------------- | --------------------- | -------------------------- |
| 82 (5-01) | „Ogygia“                 | Пол Шойринг                    | Нелсън Маккормик | 4 април 2017 г.       | 6 април 2017 г.            |
|           |                          |                                |                  |                       |                            |
| 83 (5-02) | „Kaniel Outis“           | Пол Шойринг                    | Мая Врвило       | 11 април 2017 г.      | 13 април 2017 г.           |
|           |                          |                                |                  |                       |                            |
| 84 (5-03) | „The Liar“               | Джош Голдин и Рейчъл Абрамоуиц | Мая Врвило       | 18 април 2017 г.      | 20 април 2017 г.           |
|           |                          |                                |                  |                       |                            |
| 85 (5-04) | „The Prisoner's Dilemma“ | Майкъл Хороуиц                 | Гай Фърланд      | 25 април 2017 г.      | 27 април 2017 г.           |
|           |                          |                                |                  |                       |                            |
| 86 (5-05) | „Contingency“            | Вон Уилмът                     | Гай Фърланд      | 2 май 2017 г.         | 4 май 2017 г.              |
|           |                          |                                |                  |                       |                            |
| 87 (5-06) | „Phaeacia“               | Майкъл Хороуиц                 | Кевин Танчароун  | 9 май 2017 г.         | 11 май 2017 г.             |
|           |                          |                                |                  |                       |                            |
| 88 (5-07) | „Wine Dark Sea“          | Вон Уилмът                     | Кевин Танчароун  | 16 май 2017 г.        | 18 май 2017 г.             |
|           |                          |                                |                  |                       |                            |
| 89 (5-08) | „Progeny“                | Майкъл Хороуиц                 | Нелсън Маккормик | 23 май 2017 г.        | 25 май 2017 г.             |
|           |                          |                                |                  |                       |                            |
| 90 (5-09) | „Behind the Eyes“        | Пол Шойринг                    | Нелсън Маккормик | 30 май 2017 г.        | 1 юни 2017 г.              |
|           |                          |                                |                  |                       |                            |

## Специални епизоди
| Сезон | Заглавие              | Водещ         | Първо излъчване в САЩ | Първо излъчване в България |
| ----- | --------------------- | ------------- | --------------------- | -------------------------- |
| 1     | „Behind the Walls“    | Марк Томпсън  | 11 октомври 2005 г.   | 30 октомври 2006 г.        |
|       |                       |               |                       |                            |
| 2     | „The Road to Freedom“ | Джон Лийдър   | 8 януари 2007 г.      | не е излъчен               |
|       |                       |               |                       |                            |
| 3     | „Access All Areas“    | Аманда Байръм | 23 септември 2007 г.  | не е излъчен               |
|       |                       |               |                       |                            |
| 4     | „The Final Break“     | няма          | 21 юли 2009 г.        | 1 август 2009 г.           |
|       |                       |               |                       |                            |
| 5     | „Resurection“         | няма          | 2017 г.               | 23 април 2017 г.           |
|       |                       |               |                       |                            |